# Austin (Minnesota)
Pour les articles homonymes, voir Austin.
La ville d’Austin est le siège du comté de Mower, dans l’État du Minnesota, aux États-Unis. Lors du recensement de 2000, sa population s’élevait à 23 314 habitants.

## Transports
Austin possède un aéroport (Austin Municipal Airport, code AITA : AUM).

## Personnalité liée à la ville
John Madden est né à Austin le 10 avril 1936.

## Galerie photographique

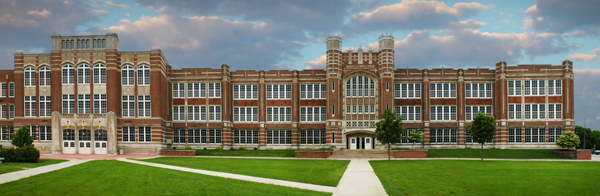
L’université d’Austin
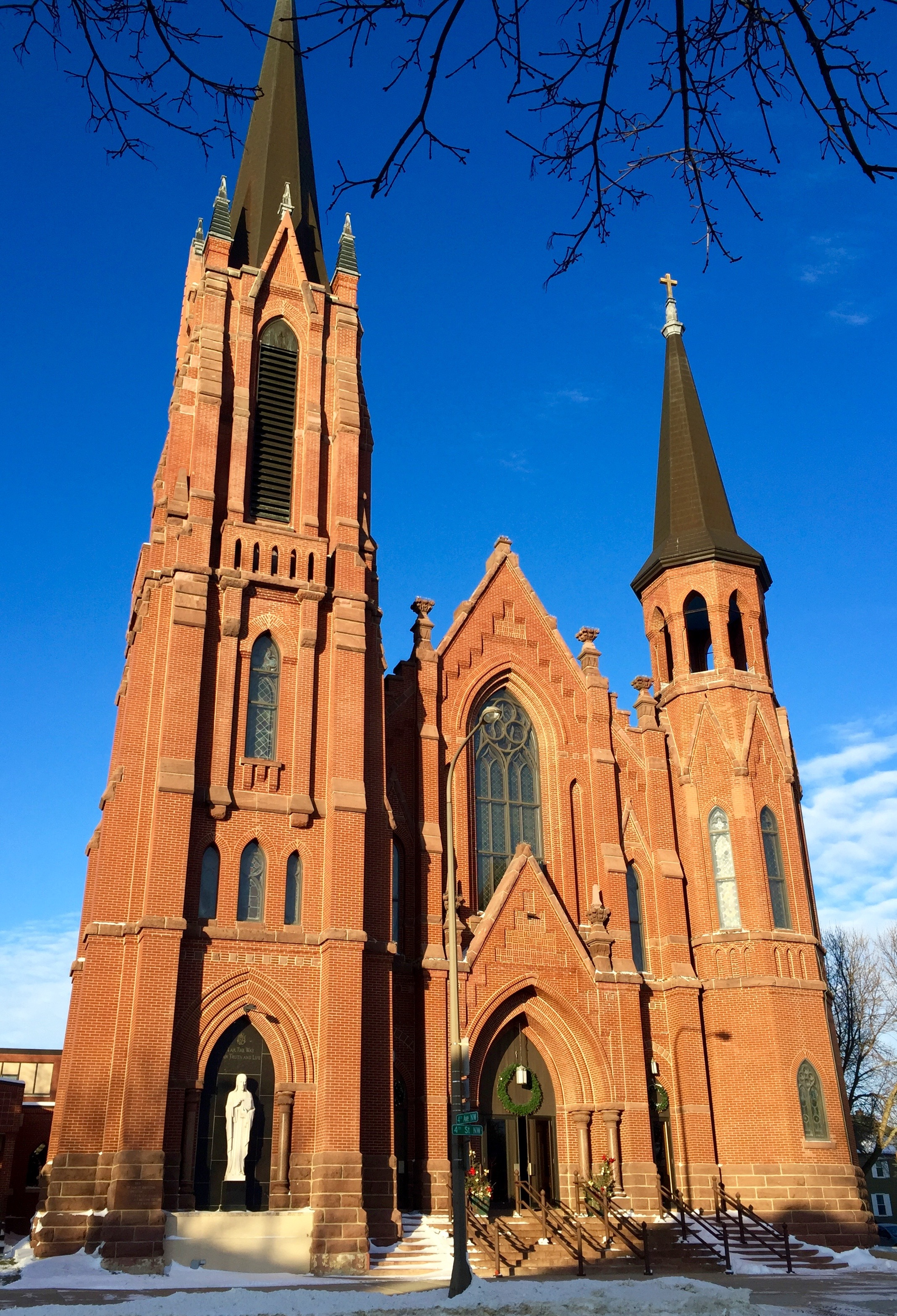
L’église St. Augustine